# Collegium Groeningianum

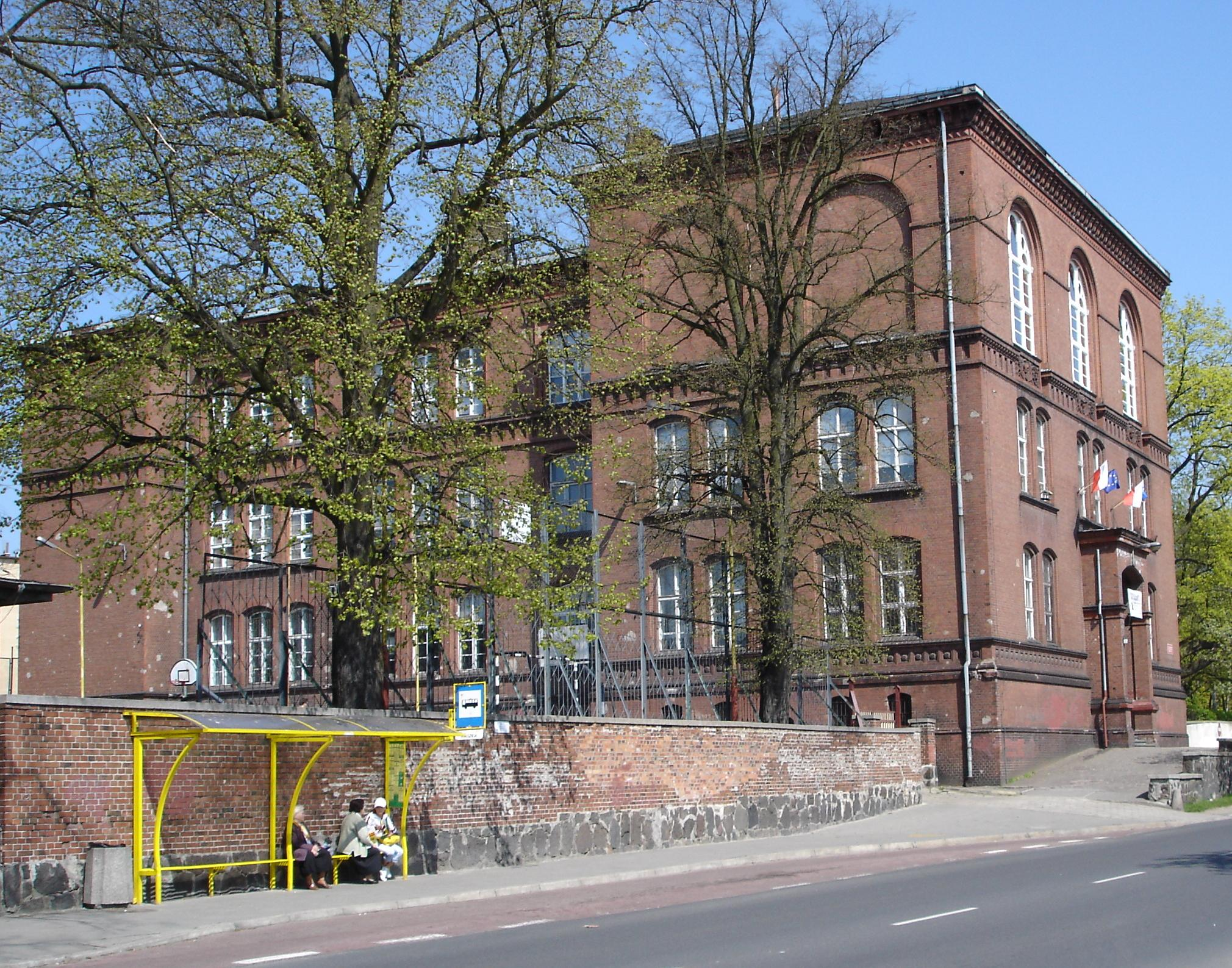
Dawne Königliches und Gröningsches Stadtgymnasium, dziś I LO

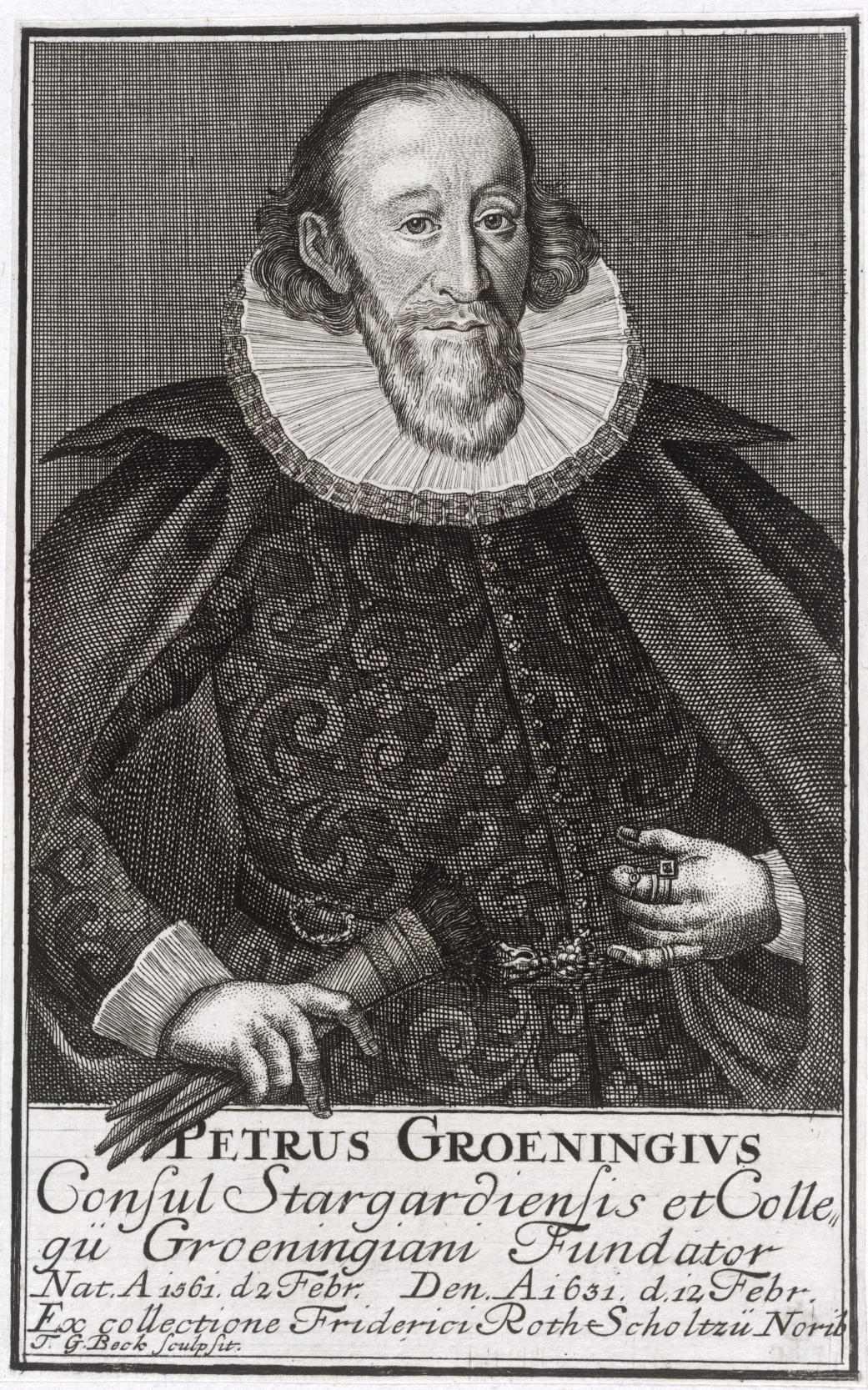
Peter Gröning fundator Collegium Groeningianum

Collegium Groeningianum (pol. Kolegium Gröninga, zw. także Gröningsches Kollegium) – protestancka szkoła średnia, a od 1714 szkoła wyższa w Stargardzie.
Collegium zostało otwarte 28 września 1633 jako realizacja testamentu burmistrza Stargardu Petera Gröninga, zmarłego w 1631 roku. Gröning na ten cel przeznaczył cały swój majątek – 20 tysięcy guldenów. Fundacja i Collegium Groeninga skierowana była do młodzieży zdolnej, jednak nie posiadającej środków finansowych na dalsze kształcenie.
Szkoła kilkukrotnie opierała się pożarom i wojnom nawiedzającym miasto w XVII. A liczba uczniów stale rosła i w 1704 roku wynosiła już 135 osób.
W 1714 szkołę przekształcono w uczelnię wyższą Collegium Groeningianum Illustrae i uzyskała prawo nadawania stopni profesorskich i docenckich. Ustanowiono profesury: prawa, filozofii, matematyki, teologii, medycyny oraz lektoratu języka francuskiego. Konkurencja drugiej szkoły w mieście oraz przeniesienie stolicy Pomorza Tylnego do Szczecina sprawiło, iż uczelnia traciła studentów. Ponowne ożywienie szkoła przeżyła w 1812, gdy trzy stargardzkie szkoły, tj. Collegium Groeningianum, Szkołę Ratuszową i Szkołę Realną, połączono w jedną – Königliches und Gröningsches Stadtgymnasium. W 1820 roku szkoła zyskała nowy budynek na terenie rozebranego klasztoru augustiańskiego.
W 1788 wprowadzono egzamin maturalny. Prawo do jego przeprowadzania na Pomorzu Zachodnim posiadały jedynie trzy szkoły, w tym Collegium.
Nowy (istniejący do dziś) budynek dla Collegium zbudowany został w 1882 roku i reprezentował on Niemcy na Wystawie Światowej w Chicago w 1893 roku jako wzorcowy budynek szkoły.
Najdłużej w historii szkoły funkcję rektora pełnił Gotthilf Samuel Falbe.
Do 1945 biblioteka Groeningianum posiadała bogaty siedemnastotysięczny zbiór woluminów (rękopisów, starodruków i inkunabułów), które szczęśliwie ocalały II wojnę światową jednak w latach 50. XX wieku zbiór z niewyjaśnionych przyczyn uległ rozproszeniu.